# Quintilla endecasílaba
Quintilla endecasílaba o quintilla real es una estrofa de cinco versos endecasílabos con rima consonante. Se trata de un quinteto con versos endecasílabos, por tanto de arte mayor, pese a su nombre (la quintilla se caracteriza por tener versos de arte menor).
Como el quinteto ha de reunir las siguientes condiciones: 1) que no aparezcan tres versos seguidos con la misma rima, 2) que no acabe con un pareado, y 3) que no haya versos sueltos.
Según lo anterior las rimas para la quintilla endecasílaba pueden ser: (ABAAB), (ABABA), (ABBAB), (AABAB) o (AABBA).
Ejemplo:
En el cielo velado de improviso,
la banda fugitiva se diseña...
(Tal mi vida: crepúsculo indeciso,
donde entre un fondo de dolor, diviso
alejarse a una tímida cigüeña...)
Ricardo Miró